# Caye Lankiam
La caye Lankiam, également connue sous le nom d'île Panata (en anglais Lankiam Cay, en philippin Pulo ng Panata (« Île du serment »), en mandarin Yángxìn Shāzhōu (en sinogramme traditionnel 楊信沙洲/杨信沙洲), en vietnamien đá An Nhơn), est la plus petite des îles Spratleys naturelles en mer de Chine méridionale. Elle a une superficie de 0,44 hectares (4 400 m2) et est située sur le banc Loaita à environ 7 milles marins (13 km) à l'est-nord-est de l'île Loaita (Kota) occupée par les Philippines, juste à l'ouest du nord de Dangerous Ground. 
L'île est administrée par les Philippines dans le cadre de Kalayaan, Palawan, et est la huitième plus grande des îles occupées par les Philippines. Elle est également revendiquée par la république populaire de Chine, la république de Chine (Taiwan) et le Viêt Nam.

## Environnement
À une certaine époque, l'île avait une superficie de plus de 5 hectares, mais de fortes vagues provoquées par un puissant typhon ont emporté la surface sablonneuse (plage) de l'île, laissant derrière elle les fondations de calcarénite visibles à marée basse. Elle possède un large lagon.

## Occupation philippine
L'île est gardée par des soldats philippins stationnés sur l'île Loaita voisine qui s'y rendent régulièrement. Il est observé depuis une haute structure sur l’île Loaita.
L'emplacement de cet avant-poste, que les Philippines appellent l'île Panata, est souvent signalé à tort comme étant sur la caye Lankiam, à l'est de l'île Loaita. Bien que les rapports suggèrent que Lankiam était autrefois une petite baie sablonneuse, elle semble avoir été emportée par les eaux, ne laissant qu'un récif submergé et un petit banc de sable mobile. S'il y a jamais eu une installation philippine là-bas, elle a été déplacée sur la caye Loaita et a pris avec elle le nom de « Panata Island ».